# Калиду Кулибали
Калиду Кулибали (фр. Kalidou Koulibaly; Сен Дје де Вогез, 20. јун 1991) јесте сенегалски фудбалер. Тренутно игра за саудијски клуб Ел Хилал и репрезентацију Сенегала на позицији штопера.
Кулибали је професионалну каријеру почео са француским Мецом 2010. године. Затим одлази у белгијски Генк 2012. у ком је с тимом освојио домаћи куп. Након две године придружује се Наполију где је одмах на почетку освојио Суперкуп Италије.
Кулибали је имао могућност да заигра за два национална тима, Сенегал и Француску, пошто је рођен у Француској, а родитељу му потичу из Сенегала. Иако је наступао за млађу селекцију Француске, одлучио се да заигра за афричку репрезентацију и свој деби је имао 2015. Такође је био члан Лавова Теранге на Афричком купу нација 2017, Светском првенству 2018 и Афричком купу нација 2019, на ком је Сенегал завршио на другом месту, као и на Афричком купу нација 2021, на коме је Сенегал завршио на првом месту.

## Статистика

### Клуб
Ажурирано 13. јуна 2020.
| Клуб      | Сезона    | Лига                   | Лига    | Лига   | Домаћи куп | Домаћи куп | Лига куп | Лига куп | Европа  | Европа | Остало  | Остало | Укупно  | Укупно |
| Клуб      | Сезона    | Ранг лиге              | Наступи | Голови | Наступи    | Голови     | Наступи  | Голови   | Наступи | Голови | Наступи | Голови | Наступи | Голови |
| --------- | --------- | ---------------------- | ------- | ------ | ---------- | ---------- | -------- | -------- | ------- | ------ | ------- | ------ | ------- | ------ |
| Мец II    | 2009/10.  | Национални шампионат 3 | 16      | 0      | —          | —          | —        | —        | —       | —      | —       | —      | 16      | 0      |
| Мец II    | 2010/11.  | Национални шампионат 2 | 15      | 2      | —          | —          | —        | —        | —       | —      | —       | —      | 15      | 2      |
| Мец II    | Укупно    | Укупно                 | 31      | 2      | —          | —          | —        | —        | —       | —      | —       | —      | 31      | 2      |
| Мец       | 2010/11.  | Лига два               | 19      | 1      | 2          | 0          | 0        | 0        | —       | —      | —       | —      | 21      | 1      |
| Мец       | 2011/12.  | Лига два               | 22      | 0      | 3          | 0          | 0        | 0        | —       | —      | —       | —      | 25      | 0      |
| Мец       | Укупно    | Укупно                 | 41      | 1      | 5          | 0          | 0        | 0        | —       | —      | —       | —      | 46      | 1      |
| Генк      | 2012/13.  | Прва лига Белгије      | 31      | 1      | 6          | 0          | —        | —        | 9       | 0      | —       | —      | 46      | 1      |
| Генк      | 2013/14.  | Прва лига Белгије      | 33      | 2      | 3          | 0          | —        | —        | 9       | 0      | 1       | 0      | 46      | 2      |
| Генк      | Укупно    | Укупно                 | 64      | 3      | 9          | 0          | —        | —        | 18      | 0      | 1       | 0      | 92      | 3      |
| Наполи    | 2014/15.  | Серија А               | 27      | 1      | 2          | 0          | —        | —        | 9       | 0      | 1       | 0      | 39      | 1      |
| Наполи    | 2015/16.  | Серија А               | 33      | 0      | 2          | 0          | —        | —        | 7       | 0      | —       | —      | 42      | 0      |
| Наполи    | 2016/17.  | Серија А               | 28      | 2      | 2          | 0          | —        | —        | 8       | 0      | —       | —      | 38      | 2      |
| Наполи    | 2017/18.  | Серија А               | 35      | 5      | 2          | 0          | —        | —        | 8       | 0      | —       | —      | 45      | 5      |
| Наполи    | 2018/19.  | Серија А               | 35      | 2      | 2          | 0          | —        | —        | 11      | 0      | —       | —      | 48      | 2      |
| Наполи    | 2019/20.  | Серија А               | 15      | 0      | 1          | 0          | —        | —        | 6       | 0      | —       | —      | 22      | 0      |
| Наполи    | Укупно    | Укупно                 | 173     | 10     | 11         | 0          | —        | —        | 49      | 0      | 1       | 0      | 234     | 10     |
| Свеукупно | Свеукупно | Свеукупно              | 309     | 16     | 25         | 0          | 0        | 0        | 67      | 0      | 2       | 0      | 391     | 16     |

1. ↑  Укључује Куп Француске, Куп Белгије, Куп Италије.
2. 1 2 3  Наступи у Лиги Европе.
3. ↑  Наступи у Суперкупу Белгије.
4. ↑  Два наступа у Лиги шампиона, седам у Лиги Европе.
5. ↑  Наступи у Суперкупу Италије.
6. 1 2  Наступи у Лиги шампиона.
7. ↑  Седам наступа у Лиги шампиона, један у Лиги Европе.
8. ↑  Шест наступа у Лиги шампиона, пет у Лиги Европе.

### Репрезентација
Ажурирано 17. новембра 2019.
| Репрезентација | Година | Наступи | Голови |
| -------------- | ------ | ------- | ------ |
| Сенегал        | 2015.  | 5       | 0      |
| Сенегал        | 2016.  | 7       | 0      |
| Сенегал        | 2017.  | 10      | 0      |
| Сенегал        | 2018.  | 9       | 0      |
| Сенегал        | 2019.  | 11      | 0      |
| Укупно         | Укупно | 42      | 0      |

## Успеси
Генк
- Куп Белгије (1): 2012/13.[6]

Наполи
- Суперкуп Италије (1): 2014.[6]
- Куп Италије (1): 2020.

Ел Хилал
- Саудијска професионална лига (1): 2023/24.
- Краљев куп (1): 2023/24.
- Саудијски суперкуп (1): 2023.

Сенегал
- Афрички куп нација (1): 2021.

Појединачни
- Афричка екипа године: 2016. (као измена),[7] 2018,[8] 2019.[9]
- Екипа године у Серији А: 2015/16,[10] 2016/17, [11] 2017/18,[12] 2018/19.[13]
- Сенегалски играч године: 2017,[14] 2018.[15]
- Најбољи одбрамбени играч Серије А: 2018/19.[16]
- Најбоља екипа Афричког купа нација: 2019.[17]
- Кандидат у најбољих 11 у избору организације ФИФПро: 2019.[18]